# Lucas Monteverde
Lucas Monteverde es una localidad del partido de Veinticinco de Mayo, provincia de Buenos Aires, Argentina.

## Ubicación
Se encuentra a 19 km al sudeste de la ciudad de Veinticinco de Mayo, accediéndose por un camino rural que bordea las vías, que se desprende de la ruta provincial 51.

## Población
Cuenta con 63 habitantes (Indec, 2010), lo que representa un incremento del 110 % frente a los 30 habitantes (Indec, 2001) del censo anterior.
| Gráfica de evolución demográfica de Lucas Monteverde entre 1991 y 2010 |
|                                                                        |
| Fuente: Censos nacionales del INDEC                                    |

## Historia
El paraje se crea a partir de la llegada del Ferrocarril Provincial de Buenos Aires en 1914. 
Era un centro de transferencia del Ferrocarril Provincial de Buenos Aires hacia la localidad de Mira Pampa y la ciudad de Pehuajó.
El cierre del ramal en 1960 obligó a un gran éxodo de sus habitantes.